# Schwarzmeertiefland
Das Schwarzmeertiefland (ukrainisch Причорноморська низовина) ist eine Tiefebene in der Südukraine und dem Süden Moldawiens. Die Senke erstreckt sich vom Donaudelta im Osten bis Mariupol in der Oblast Donezk. Das Tiefland folgt dabei hauptsächlich der Depression der Schwarzmeersenke (ukrainisch Причорноморська западина).
Sie umfasst dabei Teile der Oblaste Odessa, Dnipropetrowsk, Mykolajiw, Cherson, Saporischschja, Donezk und die Autonome Republik Krim.

## Struktur
Tektonisch ist das Schwarzmeertiefland ein Teil der Schwarzmeersenke, welche selbst aus großen fast horizontalen Schichten von Sedimenten, hauptsächlich aus dem Paläozän und neogenen Meeresablagerungen (verschiedene Tone, Sande, Kalkstein), überlagert mit kontinentalen Ablagerungen des Pleistozäns (rotbrauner Ton, Löss in der Regel über 20 m tief, und Löss-Lehmböden) besteht.
Ablagerungen aus dem Tertiär gibt es nur in Flusstälern und entlang der Küste. Das Schwarzmeertiefland wurde bis zum Unterpliozän vom Schwarzen Meer bedeckt. Schließlich trocknete das Land und wurde durch kleine Flüsse durchzogen. Dieser Prozess wurde kurz darauf durch die Erhebung des Meeres, dass die Flussmündungen überflutete und Ästuaren verursachte.
Das Tiefland wird durch ein Netzwerk von Flusstälern geteilt, darunter die Donau, der Dnister, der Südlichen Bug, der Inhul, der Inhulez, der Dnepr, der Molotschna und andere kleinere Flüsse. Die Flusstäler sind im Norden 80 m und im Süden 20–25 m tief. Sie sind weitläufig, deutlich abgegrenzt und besitzen häufig drei bis fünf Ebenen (Terrassen). Die meisten Flüsse münden in weitläufigen Limanen oder bilden breite sumpfige Seelandschaften oder Flussauen.
Das Tiefland neigt sich in Richtung Süden immer mehr dem Meer von 160 m im Norden bis zu 10–15 m im Süden. Das Tiefland kann jedoch auch abrupt zum Meer abfallen.